# ستافان تابر
ستافان تابر (بالسويدية: Staffan Tapper)‏ هو لاعب كرة قدم سويدي في مركز الوسط، ولد في 10 يوليو 1948 في مالمو في السويد. شارك مع منتخب السويد لكرة القدم. أما مع النوادي، فقد لعب مع نادي مالمو.

## وصلات خارجية
- ستافان تابر على موقع الاتحاد الدولي (مؤرشف)  (الإنجليزية)
- ستافان تابر على موقع قاعدة بيانات كرة القدم.إي يو (الإنجليزية)
- ستافان تابر على موقع ناشيونال فوتبول تيمز (الإنجليزية)
- ستافان تابر على موقع عالم كرة القدم.نت (الإنجليزية)